# Steunmaatregelen in het kader van de Kredietcrisis
In het kader van de kredietcrisis hebben overheden op grote schaal besloten tot steunmaatregelen, teneinde daarmee enerzijds het financiële stelsel te ondersteunen, en anderzijds de conjuncturele neergang te voorkomen of te beperken.
Hieronder zijn een aantal maatregelen weergegeven, zonder dat aanspraak wordt gemaakt op volledigheid.

## Overzichten

### Europa
Overzicht van de Europese steunmaatregelen waartoe op 14 oktober 2008 (en later) werd besloten
| Land                      | Garanties interbanc. leningen | Overname leningen | Deelname in kapitaal | Totaal    |
| ------------------------- | ----------------------------- | ----------------- | -------------------- | --------- |
| Verenigd Koninkrijk (GBP) | 250                           | 200               | 37                   | 487       |
| Duitsland (EUR)           | 400                           | 20                | 80                   | 500       |
| Frankrijk (EUR)           | 320                           | -                 | 40                   | 360       |
| Italië (EUR)              | -                             | -                 | -                    | Onbeperkt |
| Spanje (EUR)              | 100                           | 50                | 0                    | 150       |
| Nederland (EUR)           | 200                           | -                 | 20                   | 220       |
| België (EUR)              | -                             | -                 | 12                   | 12        |
| Griekenland (EUR)         | 15                            | 8                 | 5                    | 28        |
| Portugal (EUR)            | 20                            | -                 | -                    | 20        |
| Ierland (EUR)             | 400                           | -                 | -                    | 400       |
| Oostenrijk (EUR)          | 85                            | -                 | 15                   | 100       |
| Totaal (EUR)              | 1850                          | 326               | 218                  | 2394      |

### Verenigde Staten
Hieronder volgt een overzicht van de steunmaatregelen waartoe de Amerikaanse overheid (zowel het Department of the Treasury als de Federal Reserve) in 2008 en 2009 besloot, naar de stand per 28 oktober 2009. De maatregelen waren zeer divers van aard. In een aantal gevallen besloot men tot het garanderen van leningen, hetgeen soms reeds voldoende bleek te zijn zonder dat op die garantie (direct) een beroep werd gedaan; niet uit te sluiten is echter dat dat in een later stadium alsnog dient te gebeuren. In andere gevallen bleek het aangekondigde programma niet succesvol te zijn, zodat het ervoor uitgetrokken bedrag niet of slechts zeer gedeeltelijk gebruikt werd. In sommige gevallen is sprake van in de loop der tijd wisselende bedragen. De financiële betrokkenheid van de Federal Deposit Insurance Corporation is in dit overzicht niet opgenomen.
- Troubled Asset Relief Program
  - American International Group: deelname in aandelenkapitaal
    - Gevoteerd $ 70 miljard, besteed $ 69,8 miljard aan aankoop gewone aandelen

  - Asset Guarantee Program: reserveringen voor mogelijke verliezen op leningen aan banken
    - Citigroup: gevoteerd $ 5 miljard, besteed $ 5 miljard
    - Bank of America: gevoteerd $ 7,5 miljard, besteed $ 0 miljard

  - Auto Supplier Support Program: steunverlening aan producenten van auto-onderdelen in de vorm van garanties voor leveranties; gevoteerd $ 5 miljard, besteed $ 3,5 miljard
  - Automotive Industry Financing Program: steunverlening aan autoproducenten
    - General Motors: gevoteerd $ 49,8 miljard, besteed $ 49,9 miljard (terugbetaald $ 361 miljoen)
    - Chrysler: gevoteerd $ 15,2 miljard, besteed $ 15,2 miljard (terugbetaald $ 280 miljoen)
    - GMAC: gevoteerd $ 13,5 miljard, besteed $ 13,4 miljard
    - Chrysler Financial: gevoteerd $ 1,5 miljard, besteed $ 1,5 miljard (terugbetaald $ 1,5 miljard)

  - Capital Purchase Program: investeringen in banken voor versterking vermogenspositie en ter bevordering van het verstrekken van leningen; maximum $ 700 miljard, toegezegd $ 218 miljard, besteed $ 204,4 miljard (terugbetaald $ 70,7 miljard)
  - Consumer and Business Lending Initiative: bevordering van het verstrekken van leningen aan consumenten en kleinere ondernemingen; gevoteerd $ 70 miljard, besteed $ 20 miljard
  - Making Home Affordable: programma ter voorkomingen van foreclosures; gevoteerd $ 50 miljard, besteed $ 27,3 miljard
  - Public-Private Investment Program: programma voor het opkopen van "toxic assets"; gevoteerd $ 100 miljard, besteed $ 16,7 miljard
  - Targeted Investment Program: noodfinanciering in aanvulling op eerdere financieringen
    - Citigroup: gevoteerd $ 20 miljard, besteed $ 20 miljard
    - Bank of America: gevoteerd $ 20 miljard, besteed $ 20 miljard

- Activiteiten uitgevoerd door de Federal Reserve
  - Asset-Backed Commercial Paper Money Market Mutual Fund Liquidity Facility: liquiditeitssteun ten behoeve van geldmarktfondsen; gevoteerd onbeperkt, besteed $ 0 miljard (programma wordt beëindigd eind 2009)
  - Afgrendeling verliezen Bank of America: toegezegde garanties voor verliezen uit overname Bear Stearns; gevoteerd $ 97 miljard, besteed $ 0 miljard
  - Bailout Bear Stearns: $ gevoteerd $ 29 miljard, besteed $ 26,4 miljard
  - Afgrendeling verliezen Citibank: toegezegde garanties voor verliezen op mortgage-backed securities; gevoteerd $ 220,4 miljard, besteed $ 0 miljard
  - Commercial Paper Funding Facility: opkopen van kortlopend schuldpapier ten laste van ondernemingen; gevoteerd $ 1800 miljard, besteed $ 39,4 miljard
  - Vreemde-valutaswaps: bedoeld om andere centrale banken van liquiditeit te voorzien; gevoteerd onbeperkt, besteed $ 41,6 miljard
  - Kopen leningen government-sponsored enterprises: kopen leningen ten laste van Freddie Mac en Fannie Mae teneinde hypotheekrentes te verlagen; gevoteerd $ 200 miljard, besteed $ 139,8 miljard
  - Kopen mortgage-backed leningen government sporsored enterprises: idem, in de vorm van leningen ten laste van andere hypotheekverstrekkers, uit portefeuille Freddie Mac en Fannie Mae; gevoteerd $ 1250 miljard, besteed $ 776,9 miljard
  - Money Market Investor Funding Facility: leningen aan geldmarktfondsen; gevoteerd $ 600 miljard, besteed $ 0 miljard
  - Primary Dealer Credit Facility: verstrekken van langlopende leningen aan banken; gevoteerd n/b, besteed $ 0 miljard
  - Term Asset-Backed Securities Loan Facility: kopen van leningen gesecuritiseerd door leningen aan consumenten; gevoteerd $ 1000 miljard, besteed $ 42,3 miljard
  - Term Auction Facility: kopen van illiquide leningen uit portefeuilles van banken; gevoteerd $ 500 miljard, besteed $ 155,4 miljard
  - Term Securities Lending Facility: uitlenen van staatsleningen aan banken tegen onderpand van illiquide leningen; gevoteerd $ 250 miljard, besteed $ 0 miljard
  - Kopen van staatsleningen: direct kopen van staatsleningen in het kader van kwantitatieve versoepeling; gevoteerd $ 300 miljard, besteed $ 293,4 miljard

- Stimuleringsprogramma's federale overheid
  - Economic Stimulus Act of 2008: belastingteruggaven voor particulieren en ondernemingen; gevoteerd $ 168 miljard, besteed $ 168 miljard
  - Uitbreiding werkloosheidsregelingen: gevoteerd $ 8 miljard, besteed $ 8 miljard
  - Garanties voor studentenleningen: gevoteerd $ 195 miljard, besteed $ 32,6 miljard
  - American Recovery and Reinvestment Act of 2009: divers pakket van maatregelen; gevoteerd $ 787,2 miljard, besteed $ 352,2 miljard
  - Advanced Technology Vehicles Manufacturing program: programma voor het bevorderen van de ontwikkeling van zuiniger auto's; gevoteerd $ 25 miljard, besteed $ 8 miljard
  - Car Allowance Rebate System: programma voor het inruilen van oude auto's tegen aankoop van nieuwe: gevoteerd $ 3 miljard, besteed $ 3 miljard

- American International Group: steunverlening in diverse vormen aan noodlijdende verzekeringsmaatschappij, in problemen gekomen door onoordeelkundig gebruik van credit default swaps en andere financiële instrumenten
  - overname van activa: gevoteerd $ 52,5 miljard, besteed $ 34,7 miljard
  - overbruggingslening: gevoteerd $ 25 miljard, besteed $ 41,2 miljard
  - overheidsdeelname in dochterondernemingen: gevoteerd $ 26 miljard, besteed $ 0 miljard
  - deelname als onderdeel van TARP: gevoteerd $ 70 miljard, besteed $ 44,8 miljard
  - overig: koop door overheid van premie-inkomsten uit hoofde van levensverzekeringen: gevoteerd $ 8,5 miljard, besteed $ 0 miljard

- Overnames van banken door Federal Deposit Insurance Corporation
  - 2008: $ 17,6 miljard
  - 2009: $ 22,8 miljard

- Andere steunmaatregelen
  - Depositogaranties ten behoeve van credit unions: gevoteerd $ 80 miljard, besteed $ 0 miljard
  - Money Market guarantee program: garanties ten aanzien van nominale waarde van geldmarktfondsen teneinde een run op die fondsen te voorkomen; gevoteerd $ 50 miljard, besteed $ 0 miljard
  - bailout door NCUA van U.S. Central and WesCorp credit unions: formeel geen activiteit van de Amerikaanse overheid maar van koepel van "credit unions": gevoteerd $ 57 miljard, besteed $ 57 miljard
  - Deelname in U.S. Central Federal Credit Union: gevoteerd $ 1 miljard, besteed $ 1 miljard
  - Temporary Liquidity Guarantee Program: garanties voor recent geëmitteerde langer lopende leningen van banken; gevoteerd $ 1500 miljard, besteed $ 308,4 miljard

- Andere steunmaatregelen op woninggebied
  - Bailout Freddie Mac en Fannie Mae: de facto nationalisatie van deze hypotheekbanken; gevoteerd $ 400 miljard, besteed $ 84,9 miljard
  - Federal Housing Authority bailout: garanties voor nieuwe hypotheken voor at-risk borrowers; gevoteerd $ 320 miljard, besteed $ 20 miljard
  - Making Home Affordable: leningen van GSE's en Department of Housing and Urban Development aan Treasury als bijdrage aan het programma ter voorkoming van foreclosures; gevoteerd $ 25 miljard, besteed $ 0 miljard